# Hanna Augusta Ferlin

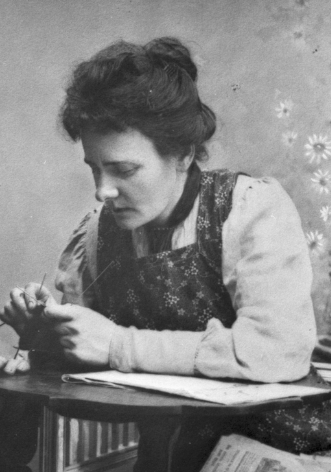
Hanna Ferlin

Hanna Augusta Ferlin (* 15. August 1870 in Färgelanda; † 23. Juni 1947 ebenda) war eine schwedische Fotografin und Suffragette.

## Leben
Ferlin war die Tochter des Propstes Johan Albert und Sofia Ferlin, geb. Söderqvist. Sie war die jüngste der neun Geschwister.
Ende der 1890er Jahre begann Ferlin ihre Karriere als Assistenzfotografin im Atelier von Karl und Alfred Viller im nahegelegenen Vänersborg und erlangte so das nötige Fachwissen. Währenddessen lernte sie den späteren Autoren und Dichter Birger Sjöberg kennen, der dort von 1899 bis 1900 eine Ausbildung als Fotograf absolvierte. Am 16. Juli 1904 eröffnete sie in ihrer Heimatstadt Vänersborg unter ihrem Namen ihr eigenes Fotostudio. Neben Porträts fotografierte sie die umliegende Landschaft, Gebäude, arbeitende Menschen sowie Hochzeits- und andere Gesellschaften.
Ferlin war eine Verfechterin des Frauenwahlrechts und leitete bis 1913 die Ortsgruppe Färgelanda der LKPR (Landsföreningen för Kvinnans Politiska Rösträtt, Nationale Vereinigung für das Frauenwahlrecht). Im gleichen Jahr zog sie in die Vereinigten Staaten. Es wird angenommen, dass sie unzufrieden mit den Fortschritten des schwedischen Frauenwahlrechts gewesen ist. Nach sieben Jahren kehrte sie nach Färgelanda zurück und eröffnete erneut ein Fotostudio. Zu diesem Zeitpunkt hatte Schweden das 1919 beschlossene Frauenwahlrecht eingeführt.
Am 23. Juni 1947 verstarb Ferlin und wurde auf dem Friedhof von Färgelanda beigesetzt.
Ferlins Werke sind u. a. im Technischen Museum in Stockholm und im Vänersborg Museum ausgestellt.